# Wilhelm (Évreux)
Wilhelm von Évreux (frz.: Guillaume d’Évreux, latein: Willelmus Ebroicensis; † 18. April 1118) war Graf von Évreux von 1067 bis 1118. Er war der Sohn von Graf Richard von Évreux und Godehilde. Da Godehilde in erster Ehe mit Roger I. de Tosny, Herr von Conches, verheiratet war, war Wilhelm der Halbbruder von Raoul II. de Tosny. Mit ihm starb die Évreux-Linie der Rolloniden aus.

## Biografie
Er nahm 1066 an der Eroberung Englands mit 80 Schiffen teil, die sein Vater gestellt hatte, und kämpfte in der Schlacht von Hastings. Als Belohnung erhielt er von Wilhelm dem Eroberer Güter in Hampshire, Berkshire und Oxfordshire, jedoch in der Summe eine recht geringe Anzahl – ähnlich Roger de Beaumont, einem anderen großen Baron der Normandie. Allerdings handelte es sich nicht um die Folge einer Ungnade, da man ihn kurz darauf wieder eine herzogliche Armee in Frankreich kommandieren sieht. Der Fall Wilhelms scheint ein Beispiel dafür zu sein – so der Historiker David Bates – dass nicht die gesamte Aristokratie im Zusammenhang mit der Eroberung Englands anglonormannisch wurde: Für einige Familien blieb die Normandie das Zentrum ihrer Politik und Macht.
1067 folgte er seinem Vater als Graf von Évreux. In den darauf folgenden Jahren blieb er ein treuer Gefolgsmann seines Herzogs. 1081 verhandelte er mit Hilfe Roger II. de Montgommerys einen Friedensvertrag zwischen seinem Landesherrn und Graf Fulko IV. von Anjou. Von 1084 bis 1086 kämpfte er gegen Hubert de Sainte-Suzanne, Vizegraf von Maine, der sich im Aufstand gegen den Herzog befand, wobei er im Januar 1085 bei der Belagerung von Sainte-Suzanne (siehe: Camp de Beugy) gefangen genommen wurde. Nach seiner Befreiung profitierte er vom Tod des Herzogs 1087, und verjagte dessen Garnison aus seiner Heimatstadt Évreux.
Im gleichen Jahr starb sein Schwager Simon I. von Montfort, woraufhin dessen Tochter Bertrada ihm anvertraut wurde. Diese Vormundschaft sowie ein neuerlicher Aufstand in Maine gerieten ihm zum Vorteil. Der neue Herzog der Normandie, Robert II., rief den Grafen von Anjou zu Hilfe, um den Aufstand niederzuwerfen. Dieser akzeptierte, verlangte dafür jedoch die Hand Bertradas, woraufhin Wilhelm eine Entschädigung erwartete, die er auch in Form des Erbes Raoul de Gacés bekam, seines vor Jahren verstorbenen Onkels, also die Herrschaften Gacé und Varenguebec, die Wilhelm der Eroberer nach Raouls Tod in den herzoglichen Besitz übernommen hatte. Die Ehe wurde 1090 geschlossen und der Aufstand in Maine unterworfen.
Wenig später unterband er eine Revolte in Rouen von Seiten den Anhänger des englischen Königs Wilhelm II., der die Normandie an sich zu ziehen versuchte. In den zwei darauf folgenden Jahren war er mit einem Krieg innerhalb der Familie beschäftigt: Eine Rivalität zwischen seiner Frau Helvide und Isabelle de Montfort, der Ehefrau seines Halbbruders Raoul II. de Tosny, geriet außer Kontrolle, woraufhin Wilhelm und Raoul sich in Waffen gegenüberstanden. Raoul trug 1095 den Sieg davon und zwang Wilhelm einen Vertrag auf, in dem er den jüngeren Sohn seines Halbbruders, Roger, als Erben anerkannte. Der Tod Rogers 1094 ließ den Vertrag allerdings nicht wirksam werden.
1096 beteiligte sich Herzog Robert II. am Ersten Kreuzzug und vertraute sein Herzogtum seinem Bruder, König Wilhelm II. von England, an. 1097 stand Wilhelm von Évreux an der Spitze eines Feldzugs gegen den französischen König Philipp I. im Vexin.
1098 wurde er, infolge eines weiteren Feldzugs in Maine, von Wilhelm II. zum Gouverneur von Le Mans ernannt. Zwei Jahre später starb der König, und Wilhelm von Évreux profitierte erneut – diesmal in Allianz mit Raoul II. de Tosny von der Situation, indem er Beaumont-le-Roger, den Besitz Robert de Beaumonts, verwüstete. Herzog Robert II. kehrte kurz darauf vom Kreuzzug zurück und übernahm wieder das Ruder in der Normandie, während in England Heinrich I. den Thron bestieg.
Ein hitziges Zusammentreffen Wilhelms und Heinrichs führte dann dazu, dass der König von England die Oberhoheit über Évreux übernahm. Trotzdem stand Wilhelm 1106 in der Schlacht bei Tinchebray, die die Wiedervereinigung Englands mit der Normandie brachte, an dessen Seite. Heinrichs Tatkraft – im Gegensatz zur Passivität seines Vorgängers – war nicht im Sinne Wilhelms: Als Heinrich in Évreux einen königlichen Donjon errichten ließ, ließ Wilhelm ihn unmittelbar nach seiner Fertigstellung wieder einreißen – woraufhin er und Helvide 14 Monate ins Exil nach Anjou gehen mussten (1112/13). In dieser Zeit verbündete sich Graf Fulko V. von Anjou mit Amalrich III. von Montfort (Wilhelms Neffe und Erbe) gegen Heinrich, und es ist möglich, dass Wilhelm sich dieser Koalition anschloss: Als im Februar 1113 der Friedensvertrag zwischen der Normandie und Anjou unterzeichnet worden war, konnte Wilhelm wieder in seine Grafschaft zurückkehren.
Helvide starb innerhalb der nächsten fünf Jahre und wurde in Noyon bestattet. Wilhelm starb am 18. April 1118 und fand seine letzte Ruhestätte in der Abtei Fontenelle.

## Nachkommen
Seine Ehefrau Helvide (Helvise) war die Tochter von Wilhelm I., Graf von Nevers, und Ermengarde, Gräfin von Tonnerre. Ihr einziges Kind war ein Sohn, der aber wohl vor 1092 bereits starb.
Nachfolger Wilhelms als Graf von Évreux wurde somit Amalrich III. von Montfort, der Sohn von Simon I. von Montfort und Wilhelms Schwester Agnes.

## Weblink
- Guillaume "Crespin" d'Evreux bei Foundation for Medieval Genealogy (fmg.ac) (englisch)